# Castel Hauenstein
Castel Hauenstein, raramente anche Castelvecchio (in tedesco Burg Hauenstein) è un castello che si trova nel territorio di Siusi allo Sciliar, una frazione del comune di Castelrotto, in provincia di Bolzano.
Quel che resta del castello, oggi solo dei ruderi, si trova alla base della Punta Santner sopra un grosso blocco dolomitico a 1.273 m s.l.m. (poco distante dal castel Salego).

## Storia
L'edificio fu eretto nel XII secolo dai signori di Hauenstein e subì successivi ampliamenti nei secoli XV e XVI. Ne fu proprietario per un terzo il poeta trecentesco tirolese Oswald von Wolkenstein, che vi stabilì per alcuni anni la propria residenza e vi compose alcuni dei suoi Lieder.
Il barone Christoph von Wolkenstein acquistò il castello dal ramo dei cugini il 1º gennaio 1551 ma col tempo i suoi eredi se ne disinteressarono e questo cadde in rovina già a partire dal XVII secolo.
In occasione del sesto centenario dalla morte di von Wolkenstein, negli anni 1977-1978 i resti del castello furono restaurati e furono recuperati alcuni affreschi all'interno della cappella.
Attualmente il castello è di proprietà della Diocesi di Bolzano-Bressanone.
È possibile raggiungere i ruderi e visitarli liberamente, prendendo il sentiero n. 8 da Siusi, in mezz'ora.